# Jeff Williams
Jeff Williams (Los Ángeles, Estados Unidos, 31 de diciembre de 1965) es un atleta estadounidense, especializado en la prueba de 200 m en la que llegó a ser medallista de bronce mundial en 1995.

## Carrera deportiva
En el Mundial de Gotemburgo 1995 ganó la medalla de bronce en los 200 metros, con un tiempo de 20.18 segundos, llegando a la meta tras su compatriota Michael Johnson que batió el récord de los campeonatos con 19.79 s, y el namibio Frankie Fredericks.